# ウポポイオータムスプリント
ウポポイオータムスプリントはホッカイドウ競馬で施行される地方競馬の重賞競走である。格付けはH2。
「ウポポイ」とはアイヌ語で「大勢で歌うこと」を意味し、2020年7月にオープンした白老町にある「民族共生象徴空間」の名称としても用いられている。

## 概要
2020年にホッカイドウ競馬の短距離路線のシーズン最終戦である道営スプリントのトライアルの重賞競走として創設された。また、前年までの道営スプリントにかわりJBCスプリントの指定競走となっている。
創設時の出走条件はサラブレッド系3歳以上、距離はダート1200m、格付けはH3であった。
2021年よりH3からH2に格上げされるとともに、1着賞金が500万円に増額されることになった。
レース名は2024年より「楽天競馬杯 ウポポイオータムスプリント」となる。

### 条件・賞金等（2024年）
出走条件
サラブレッド系3歳以上
負担重量
別定（3歳55kg、4歳以上57kg、牝馬2kg減）
賞金額
1着600万円、2着168万円、3着126万円、4着84万円、5着42万円
優先出走権付与
上位2着までに入った馬に道営スプリントの優先出走権が付与される。
副賞
スタリオンシリーズに指定されており、優勝馬の生産牧場にファインニードルの次年度配合権利が贈られる。

## 副賞
第1回からスタリオンシリーズに指定されており、種牡馬の次年度配合権利が副賞となっている。対象種牡馬及び付与対象は以下の通り。
| 年     | 種牡馬           | 付与対象者 | 出典  |
| ------ | ---------------- | ---------- | ----- |
| 2020年 | ホークビル       | 生産牧場   | [ 4 ] |
| 2021年 | ミッキーアイル   | 生産牧場   | [ 5 ] |
| 2022年 | ミッキーアイル   | 生産牧場   | [ 6 ] |
| 2023年 | ビッグアーサー   | 生産牧場   | [ 7 ] |
| 2024年 | ファインニードル | 生産牧場   | [ 8 ] |

## 歴代優勝馬
すべて門別競馬場ダートコースで施行。
| 回数  | 施行日        | 距離  | 頭数 | 優勝馬             | 性齢 | 所属   | タイム | 優勝騎手 | 管理調教師 | 馬主     |
| ----- | ------------- | ----- | ---- | ------------------ | ---- | ------ | ------ | -------- | ---------- | -------- |
| 第1回 | 2020年9月22日 | 1200m | 10頭 | メイショウアイアン | 牡10 | 北海道 | 1:12.6 | 落合玄太 | 田中淳司   | 松本好雄 |
| 第2回 | 2021年9月23日 | 1200m | 10頭 | ジャスパーシャイン | 牡4  | 北海道 | 1:11.7 | 阿部龍   | 佐久間雅貴 | 加藤和夫 |
| 第3回 | 2022年9月29日 | 1200m | 12頭 | スティールペガサス | 牡5  | 北海道 | 1:11.9 | 桑村真明 | 角川秀樹   | 菅野守雄 |
| 第4回 | 2023年9月14日 | 1200m | 9頭  | ケイアイターコイズ | 牡7  | 北海道 | 1:13.7 | 石川倭   | 安田武広   | 亀田和弘 |
| 第5回 | 2024年9月12日 | 1200m | 10頭 | ストリーム         | 牡3  | 北海道 | 1:13.5 | 岩橋勇二 | 田中淳司   | 三嶋昌春 |

各回競走結果の出典
- ウポポイオータムスプリント 歴代優勝馬（地方競馬全国協会）
- JBISサーチ
  - 2020年、2021年、2022年、2023年、2024年